# Hyundai Matrix
Le Matrix est un monospace commercialisé par le constructeur automobile sud-coréen Hyundai de 2001 à 2010.

## Présentation
Dessiné par Pininfarina (logo présent sur l'aile arrière du véhicule), ce monospace compact possède cinq places. Il a été lancé en 2001, puis restylé en 2005 et en 2008.

## Motorisations
Deux moteurs sont disponibles au lancement du véhicule en France : un diesel 1.5 12v 80 ch et un essence 1.6 16v 103 ch.

## Finitions
Finition disponible au lancement du Matrix en France :
- GLS

## Galerie

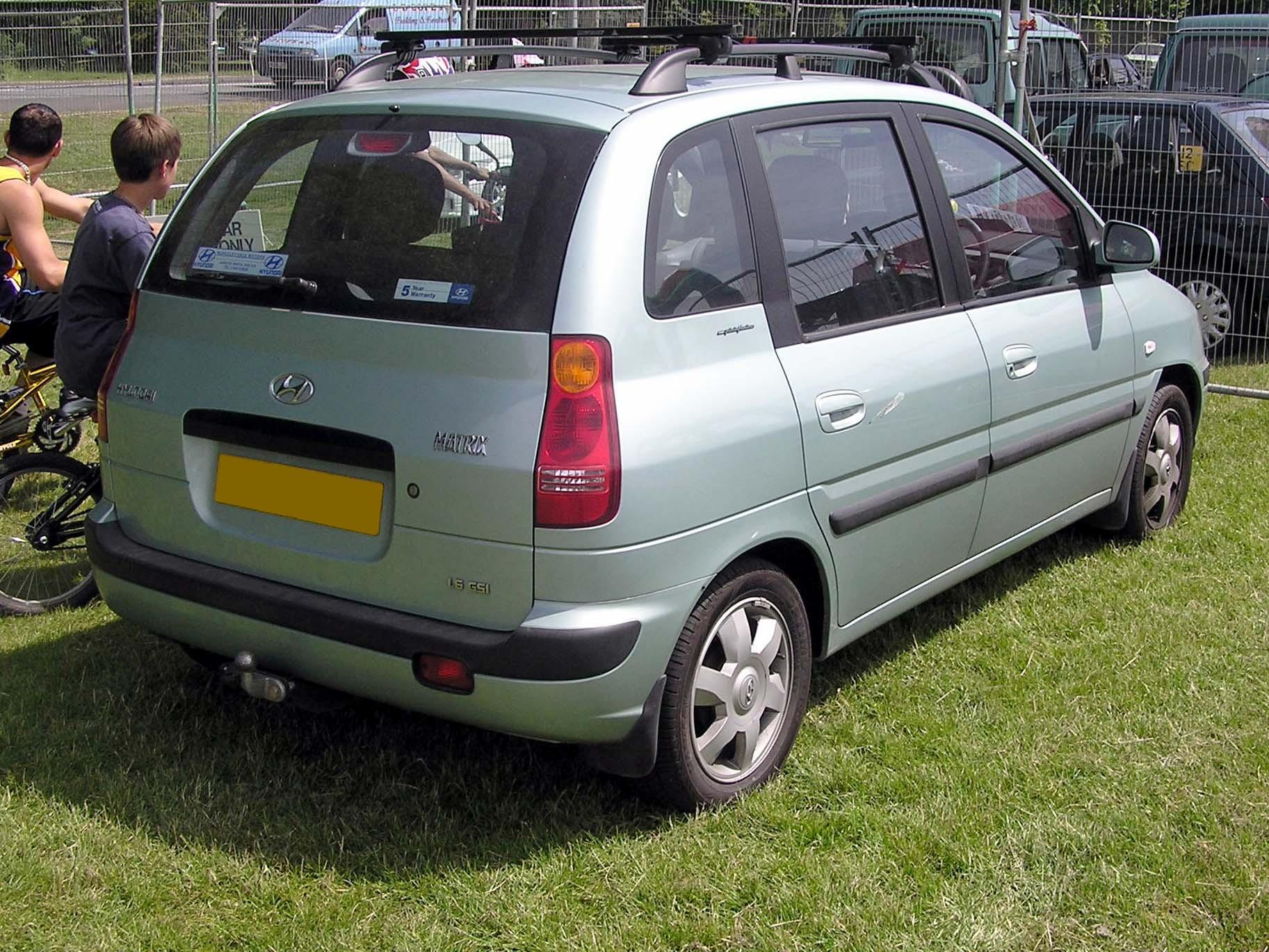
Hyundai  Matrix phase 1
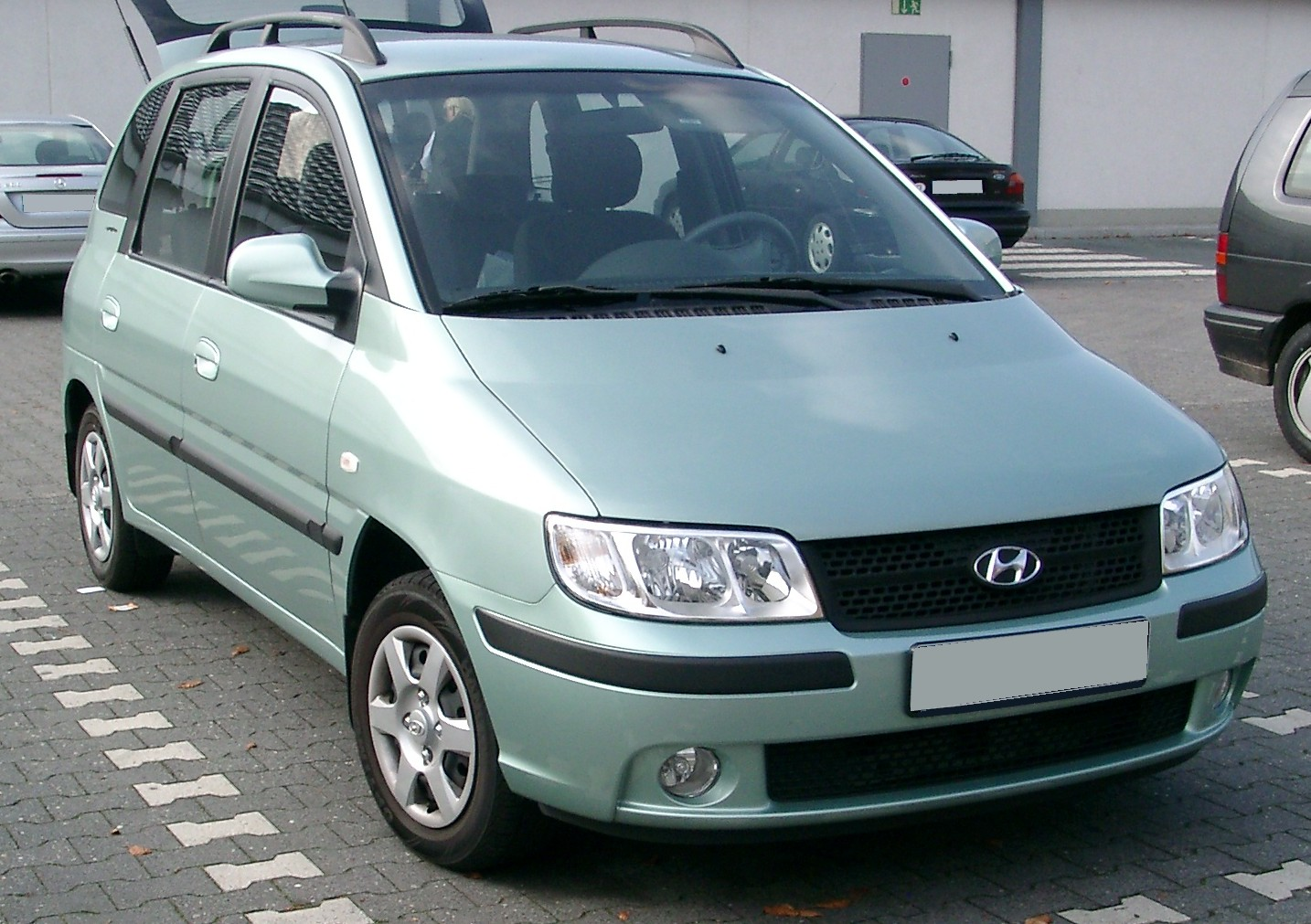
Hyundai Matrix phase 2
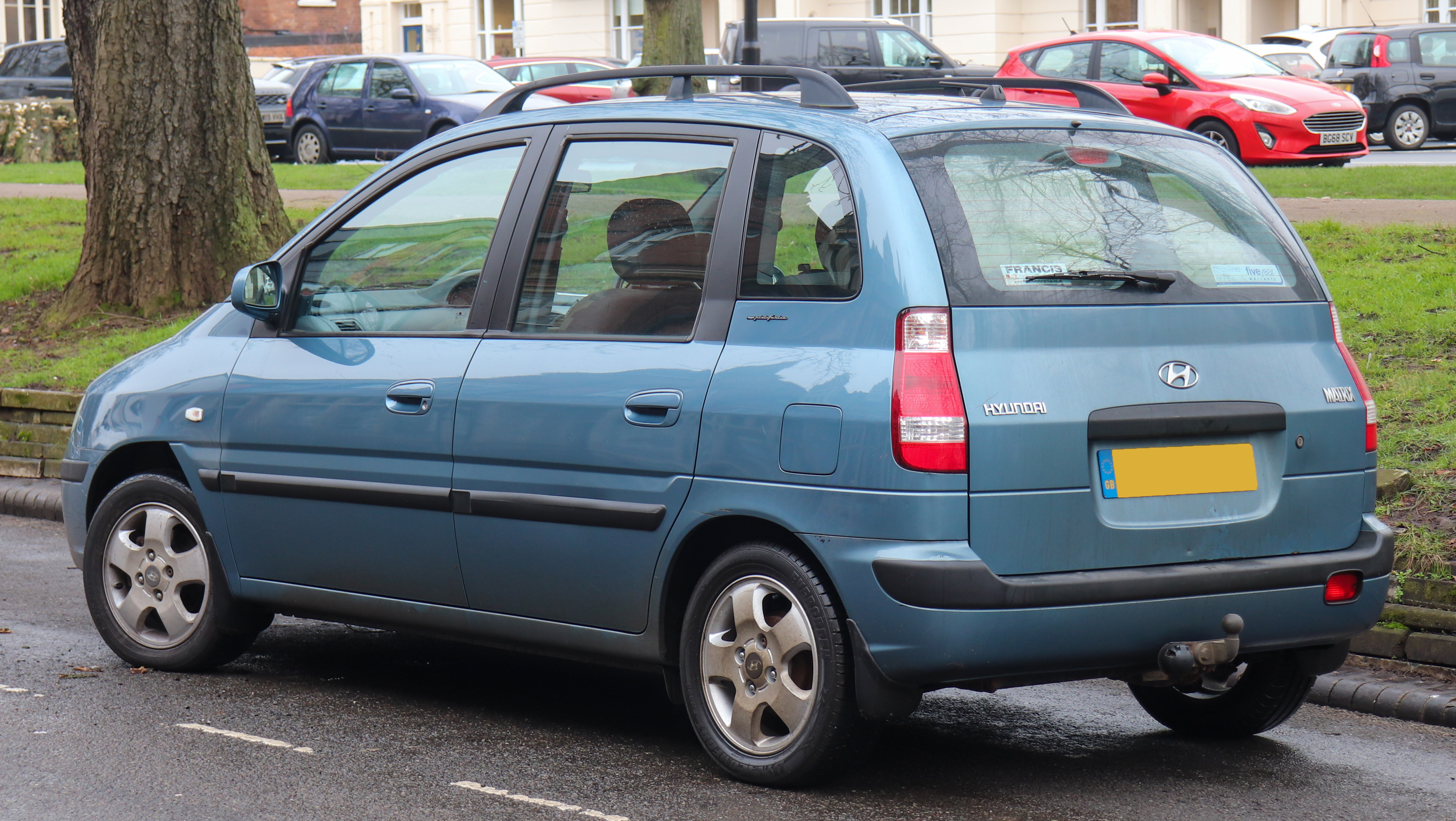
Hyundai Matrix phase 2
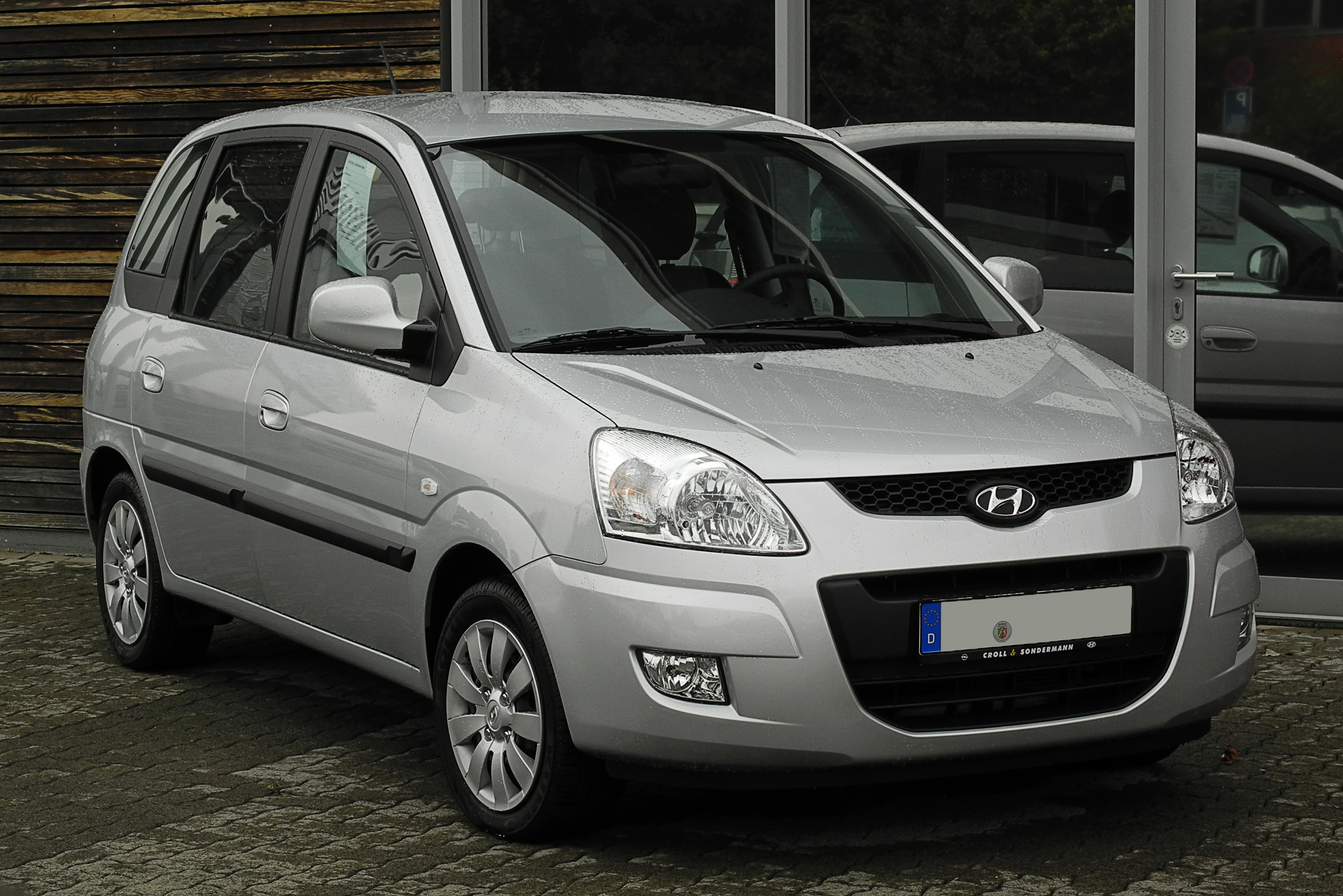
Hyundai Matrix phase 3
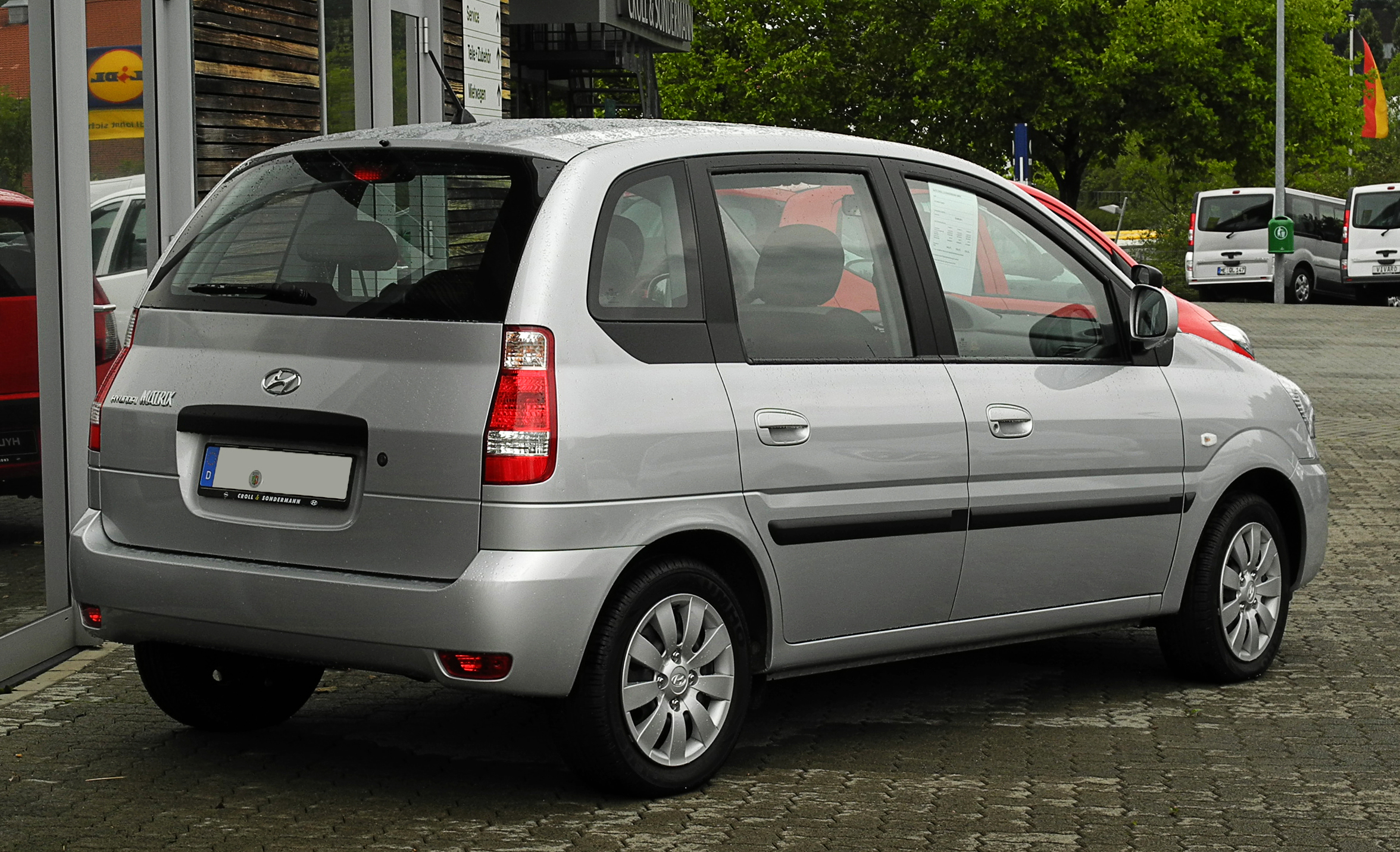
Hyundai Matrix phase 3